# Liste der denkmalgeschützten Objekte in Burgau (Steiermark)
Die Liste der denkmalgeschützten Objekte in Burgau enthält die 9 denkmalgeschützten, unbeweglichen Objekte der Gemeinde Burgau im steirischen Bezirk Hartberg-Fürstenfeld.

## Denkmäler
| Foto |                 | Denkmal                                                            | Standort                                        | Beschreibung | Metadaten |
| ---- | --------------- | ------------------------------------------------------------------ | ----------------------------------------------- | --- | --- |
| ja   | Datei hochladen | Mühlhauser-Kapelle HERIS-ID: 4871 Objekt-ID: 729                   | bei Fürstenfelder Straße 84 Standort KG: Burgau | Die Mühlhauser-Kapelle zeigt Stuckzierat an den Lisenen und ein hölzernes Gnadenbild Christus in der Wies, beides aus der Mitte des 18. Jahrhunderts. | BDA-Hist.: Q38092224 Status: § 2a Stand der BDA-Liste: 2025-06-30 Name: Mühlhauser-Kapelle GstNr.: .70/6                                                                   |
| ja   | Datei hochladen | Kath. Pfarrkirche Mariae Gnadenbrunn HERIS-ID: 4874 Objekt-ID: 732 | Kirchenplatz 157 Standort KG: Burgau            | Die Pfarrkirche enthält noch mittelalterliche Bestandteile, wurde nach schweren Beschädigungen in den Jahren 1624 und 1775 aber jeweils erneuert. Der Chor mit Kreuzrippengewölbe stammt aus der Mitte des 15. Jahrhunderts. Der Großteil des Langhauses entstand 1626. Das Eingangsjoch, die Orgelempore sowie die Innengliederung des gesamten Raumes schuf Leopold Einspinner im Jahr 1775. Der Hochaltar aus der 1. Hälfte des 18. Jahrhunderts enthält eine kleine Schnitzfigur der Muttergottes aus der Zeit um 1420–1430. Der Chor weist spätgotische Gewölbefresken sowie den Renaissance-Epitaph des Weikart von Polheim auf. | BDA-Hist.: Q38093150 Status: § 2a Stand der BDA-Liste: 2025-06-30 Name: Kath. Pfarrkirche Mariae Gnadenbrunn GstNr.: .125/1 Pfarrkirche Mariae Gnadenbrunn, Burgau, Styria |
| ja   | Datei hochladen | Tabaktrockenanlage HERIS-ID: 4864 Objekt-ID: 722                   | gegenüber Lobenweg 342 Standort KG: Burgau      | | BDA-Hist.: Q38090697 Status: Bescheid Stand der BDA-Liste: 2025-06-30 Name: Tabaktrockenanlage GstNr.: .217                                                                |
| ja   | Datei hochladen | Ehem. Fabrikantenvilla Borckenstein HERIS-ID: 4873seit 2021        | Parkstraße 70 Standort KG: Burgau               | | BDA-Hist.: Q107642702 Status: Bescheid Stand der BDA-Liste: 2025-06-30 Name: Ehem. Fabrikantenvilla Borckenstein GstNr.: .42/2, 215/1 Ehem. Fabrikantenvilla Borckenstein  |
| ja   | Datei hochladen | Burg HERIS-ID: 4847 Objekt-ID: 705                                 | Schlossweg 1 Standort KG: Burgau                | Das einst von einem breiten Wassergraben umgebene Schloss dürfte ursprünglich Anfang des 14. Jahrhunderts errichtet worden sein. Der heute noch von Gräben umschlossene Komplex besteht aus der zweigeschoßigen Vorburg, dem großen äußeren Hof sowie dem dreigeschoßigen Wohnschloss um einen rechteckigen Innenhof. Die Vorburg mit dem mächtigen Rundturm und dem anschließenden Torbau wurde im 16. Jahrhundert ausgebaut. Das rundbogige Quaderportal trägt eine Bauinschrift des Erhard von Polheim aus dem Jahr 1538. Das Wohnschloss weist im Südflügel und den Untergeschoßen der Außenmauern noch erhebliche mittelalterliche Bauteile auf. Die Erweiterung des Westtraktes, das Aufsetzen des zweiten Obergeschoßes und der Einbau der Säulenarkaden im Innenhof erfolgten ab 1624. | BDA-Hist.: Q38086822 Status: § 2a Stand der BDA-Liste: 2025-06-30 Name: Burg GstNr.: .1/1, .1/2, .1/3 Schloss Burgau, Styria                                               |
| ja   | Datei hochladen | Mariensäule am Hauptplatz HERIS-ID: 4850 Objekt-ID: 708            | Hauptplatz 9, gegenüber Standort KG: Burgau     | Die Mariensäule stammt aus der Werkstatt von Veit Königer. Sie wurde 1775 unter Adam III. Batthyány errichtet und 1959 restauriert. | BDA-Hist.: Q38087450 Status: § 2a Stand der BDA-Liste: 2025-06-30 Name: Mariensäule am Hauptplatz GstNr.: 2185/13 Mariensäule Burgau, Styria                               |
| ja   | Datei hochladen | Figurenbildstock Galgenkreuz HERIS-ID: 4855 Objekt-ID: 713         | Standort KG: Burgau                             | Bei dem sogenannten Galgenkreuz handelt es sich um einen gemauerten Bildstock mit einer Steinpietà aus dem 16. / 17. Jahrhundert. | BDA-Hist.: Q38088497 Status: § 2a Stand der BDA-Liste: 2025-06-30 Name: Figurenbildstock Galgenkreuz GstNr.: 2166/22                                                       |
| ja   | Datei hochladen | Grabdenkmal Kaler von Lonzenheim HERIS-ID: 4866 Objekt-ID: 724     | Standort KG: Burgau                             | | BDA-Hist.: Q38091090 Status: § 2a Stand der BDA-Liste: 2025-06-30 Name: Grabdenkmal Kaler von Lonzenheim GstNr.: 196/5                                                     |
| ja   | Datei hochladen | Dreifaltigkeitskapelle HERIS-ID: 4867 Objekt-ID: 725               | Standort KG: Burgau                             | | BDA-Hist.: Q38091420 Status: § 2a Stand der BDA-Liste: 2025-06-30 Name: Dreifaltigkeitskapelle GstNr.: .174                                                                |